# Victor Jernstedt

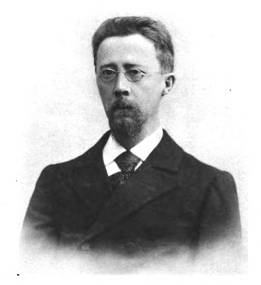
Victor Jernstedt

Victor Karl Jernstedt (russisch Виктор Карлович Ернштедт, * 2. Dezemberjul. / 14. Dezember 1854greg. in Sankt Petersburg; † 8. Augustjul. / 21. August 1902greg. ebenda) war ein russischer Klassischer Philologe und Byzantinist.

## Leben
Victor Jernstedts Familie stammte aus Schweden. Er besuchte die Privatschule Wiedemann und studierte von 1871 bis 1875 an der Staatlichen Universität Sankt Petersburg, wo ihn insbesondere die Philologen Karl Lugebil und Feodor Feodorowitsch Sokolow prägten; auch zu August Nauck hatte er Kontakt. Nach dem Studium unternahm Jernstedt eine ausgedehnte Bildungs- und Forschungsreise nach England, wo er in den Bibliotheken zu London, Oxford und Cambridge griechische Handschriften studierte. Dabei sammelte er reiches Material zur Überlieferungsgeschichte und Textkritik der attischen Redner. Nach seiner Rückkehr nach Sankt Petersburg unterrichtete er Latein und Griechisch am Progymnasium sowie ab 1877 an der Universität. 1880 erlangte er mit einer Studie zur Überlieferungsgeschichte der Reden des Andokides, Isaios, Deinarchos, Antiphon und Lykurgos die Magisterwürde. Kurz darauf veröffentlichte er eine kritische Edition der Reden des Antiphon.
Weitere Forschungsreisen führten Jernstedt nach Italien und Griechenland, wo er Kenntnisse der Archäologie und Epigraphik erwarb und sich mit der byzantinischen und neugriechischen Sprache und Kultur beschäftigte. Dadurch verschoben sich seine Forschungsinteressen mehr und mehr zur Byzantinistik. Zurück in Sankt Petersburg wurde Jernstedt 1883 zum Privatdozenten und 1884 zum außerordentlichen Professor für Griechisch ernannt, schließlich nach seiner Promotion zum Dr. phil. (1891) zum ordentlichen Professor.
Auch über die Universitätskreise hinaus entfaltete Jernstedt seine Wirkung. Ab 1891 war er Redakteur der altsprachlichen Sektion des Journals des Ministeriums für Volksaufklärung und Sekretär der Kaiserlichen Russischen Archäologischen Gesellschaft. Zum 1. Mai 1893 ernannte ihn die Kaiserliche Akademie der Wissenschaften zum Adjunkten, am 5. Dezember 1898 zum ordentlichen Mitglied.
Victor Jernstedt veröffentlichte mehrere Aufsätze zur griechischen Literatur (attische Redner und Komödie: Menander) sowie kritische Editionen, darunter das Strategikon von Kekaumenos (1896) und Michael Andreopoulos’ Übersetzung der Geschichten von Sindbad (postum 1912).
Sein Sohn war der Koptologe Pjotr Jernstedt (1890–1966).

## Schriften (Auswahl)
- Antiphontis Orationes. Edidit Victor Jernstedt. Sankt Petersburg 1880
- Cecaumeni Strategicon et incerti scriptoris De officiis regiis libellus. Accedit exemplum codicis phototypicum. Ediderunt B. Wassiliewsky et Victor Karl Jernstedt. Sankt Petersburg 1896. Nachdruck Amsterdam 1965
- Victoris Jernstedt Opuscula. Сборникъ Статей По Классической Филологіи В. К. Ернштедта. Sankt Petersburg 1907 (mit Bild)
- Michaelis Andreopuli Liber Syntipae. Edidit V. Jernstedt. Accedit exemplum codicis Mosquensis phototypicum. Sankt Petersburg 1912